# Stazione di Parigi Pont-Cardinet
La stazione di Pont-Cardinet (in francese Gare de Pont-Cardinet) è una stazione ferroviaria situata nel 17º arrondissement di Parigi. È una stazione della Società Nazionale delle Ferrovie Francesi (SNCF), servita dai treni della linea L della Transilien (rete Parigi-Saint-Lazare). Si trova a 1,7 km dalla stazione di Parigi Saint-Lazare.
È l'unica stazione intramurale di Parigi in servizio che non è servita dalla RER o dai treni della linea principale. Gradualmente abbandonata nel corso del XX secolo, il suo interesse è riapparso con la trasformazione del quartiere di Batignolles.
Dal 2020 è collegata alla linea 14 della metropolitana attraverso la stazione di Pont Cardinet e ha riacquistato una nuova centralità.